# Szikszay Jenő
Szikszay Jenő (Magyarpéterfalva, 1921. október 19. – Brassó, 1977. április 11.) erdélyi magyar pedagógus, irodalomtörténész.

## Életútja
Balázsfalván érettségizett 1939-ben, a második bécsi döntés után 1940-ben Budapestre költözött bátyjával és bölcsészdiplomát szerzett. Kiváló eredményeinek köszönhetően Horthy Miklós- ösztöndíjban részesült és két évig Olaszországban tanult. 1944-ben szerzett tanári oklevelet, ugyanakkor doktori címet is. 1944–45-ben a kolozsvári Piarista Főgimnáziumban tanított, 1945-től a brassói Római Katolikus Főgimnáziumban (későbbi nevén Magyar Vegyes Líceum,Unirea Líceum) volt tanár. Az Új Idő szerkesztőbizottságának tagja.

## Munkássága
Magyar nyelvű pedagógiai, irodalmi tárgyú cikkei a Tanügyi Újságban, Korunkban, Igaz Szóban, Új Időben; román nyelven a Gazeta Învăţământului és az Astra hasábjain jelentek meg. A Brassói Lapok közölte Romániai magyar irodalomtörténet címmel indított sorozatát, amely pótolta az akkor még hiányzó tankönyvet. Ezt részletesen – egyelőre csak az asztalfióknak – monografikusan is feldolgozta, 14 vaskos kötetben. A brassói magyar művelődési életben vállalt aktív szerepet, ami miatt – továbbá kihasználva azt, hogy egykori tanítványai közül többeket elítéltek az 1957-es Erdélyi Magyar Ifjúsági Szövetség (EMISZ)-perben – az államvédelmi hatóságok zaklatásokkal próbálták megfélemlíteni: egy házkutatáskor irodalomtörténetének kéziratát is elkobozták, őt magát pedig beidézték. Kihallgatása másnapján a zaklatások elől a halálba menekült.

## Emlékezete
Ma a csernátoni Haszmann fivérek faragta kopjafa őrzi emlékét a postaréti temetőben. Kőbe faragott mellszobrát Tímár Margit készítette el. Egykori tanítványa, Jancsik Pál versben idézte emlékét. Egykori tanítványa, Aranyosi István jegyzeteiből, Ambrus Attila előszavával 2009-ben adták ki előadásait Magyar-lecke címmel.

## Elismerése
- A Magyar Köztársaság nevében 1991 októberében – post mortem – A hazáért és szabadságért 1956-os emlékéremmel tüntették ki.